# Cost indirecte
El cost indirecte és el tipus de cost que afecta el procés productiu en general d'un o més productes, per la qual cosa no es pot assignar directament a un sol producte sense usar algun criteri d'assignació. En altres paraules, el cost indirecte s'ha d'imputar segons una clau de repartició que pot ser més o menys subjectiu.
Per exemple, són costos indirectes el lloguer d'una nau industrial o la despesa en electricitat, aigua, climatització, etc; sempre que aquests costs no són relacionats directament amb l'elaboració del producte, és a dir que a major producció major és la despesa. Per exemple: la llum és un cost indirecte a les oficines mentre que la llum utilitzada per fer anar les màquines de producció és un cost directe, si hi ha un comptador que deixa mesurar separadament el consum de l'èquip de producció.